# NGC 2535
NGC 2535 là một thiên hà xoắn ốc không có dạng thanh biểu hiện cấu trúc vòng trong yếu xung quanh hạt nhân trong chòm sao Cự Giải đang tương tác với NGC 2536. Sự tương tác đã làm cong đĩa và các nhánh xoắn ốc của NGC 2535, tạo ra cấu trúc kéo dài, có thể nhìn thấy ở các bước sóng cực tím, chứa nhiều cụm sao màu xanh sáng, hình thành gần đây bên cạnh các vùng hình thành sao xung quanh trung tâm thiên hà. Hai thiên hà được liệt kê cùng nhau trong Atlas Thiên hà đặc biệt như một ví dụ về thiên hà xoắn ốc có bạn đồng hành với độ sáng bề mặt cao.